# Органи на ОНД
Организационната структура на ОНД е доста сложно устроена. Институционалната структура на общността включва множество, различни по своята компетентност органи, които обхващат изцяло политическата, икономическата и социалната рамка на страните-членки на ОНД.

## Органи от първостепенно значение

### Съвет на държавните ръководители
Съветът на държавните ръководители е върховният орган, определящ политиката на организацията. Включва всички членове на Съвета на страните от ОНД. Той заседава два пъти годишно и решава основни въпроси, свързани с дейността на страните от ОНД в посока на техните общи интереси. Решенията се вземат с консенсус.

В областта на международната сигурност, съветът е медиатор между държавите членки при спор, чието продължаване създава вероятност от застрашаване поддържането на мира и реда. Той препоръчва процедури на страните и методи за разрешаване на конфликтите. Съветът на държавните глави, като върховен орган на ОНД, обсъжда и решава всички въпроси, отнасящи се до общите интереси на страните – участници, както и да разгледа всички въпроси в рамките на съответните държави – участници, без да се засягат интересите на други членове на ОНД. Съветът на държавните ръководители по време на срещите им също взема решения, отнасящи се до:
- изменение на Устава на организацията на страните от ОНД;
- създаване на нови или отменяне на съществуващите органи на Общността;
- оптимизиране на структурата на ОНД, подобряване на дейността на Общността на нациите;
- доклади за дейността на страните от ОНД;
- назначаване (одобрение) на ръководителите на попадащи в неговата компетентност;
- делегиране на правомощия на подчинени органи;
- разпоредбите за одобрение на органите ОНД.

### Съвет на правителствените ръководители
Съветът на правителствените ръководители се състои от ръководителите на правителствата на страните от Общността. Той координира сътрудничеството на органите на изпълнителната власт на страните от ОНД по отношение на икономическите, социалните и други области от взаимен интерес. Съветът се събира четири пъти годишно. Той решава въпросите относно:
- изпълнение на указанията на Съвета на държавните глави;
- правителствени ръководители на Съвета на данни;
- прилагане на разпоредбите, залегнали в Договора за икономически съюз;
- практическото функциониране на зона за свободна търговия;
- приемане на съвместни програми за развитие в промишлеността, селското стопанство и други сектори на икономиката и финансите;
- развитие на системи за транспорт, комуникации, енергийни системи;
- сътрудничество в тарифна, кредитна и данъчна политика;
- разработване на механизми за формиране на научно-технологично пространство;
- финансовите дейности на Общността на нациите.

Дейността на Съвета на ръководителите на правителствата се регулира от Правилника за дейността. Решенията се вземат с консенсус.

### Съвет на министрите на външните работи
Съветът на министрите на външните работи под Хартата на страните от ОНД и на Съвета на министрите на външните работи на ОНД от 1993 г. Членовете на съвета са министрите на външните работи на всички държави членки на ОНД. Функциите на Съвета включват:
- изпълнение на външна политика на координация на страните от ОНД;
- организация на изпълнението на решенията на Съвета на държавните глави и правителствените ръководители;
- осигуряване на взаимодействие дипломатически служби на страните от ОНД;
- укрепване на връзките с други международни организации.

Организиране в рамките на Постоянната консултативна комисия на Съвета относно опазването на мира.

### Изпълнителният комитет на страните от Общността на независимите държави
Създадена от изпълнителния секретариат на страните от ОНД през 1993 г. за организационна и техническа подкрепа на Съвета на държавните глави, правителствените ръководители и в помощ координацията с Консултативния комитет и други органи на ОНД. През 1999 - 2000 г. той е реорганизиран в Изпълнителния комитет на страните от Общността на независимите държави. Бордът е единичен, постоянен, изпълнителен, административен и координиращ орган на ОНД.
Основните дейности на комисията са:
- да се разработи съвместно с държавите членки на Общността по предложения относно перспективите, етапите на изпълнение и приоритетите на страните от ОНД;
- развитие на сътрудничество с държавите – участници в ОНД. Работа по предложения и проекти, насочени към насърчаване на сътрудничеството между държавите – участници в политическите, икономическите, социалните и други области;
- изготвяне на предложения за задълбочаване на икономическото сътрудничество в рамките на ОНД, със създаването и функционирането на зона за свободна търговия, която предоставя благоприятни условия за прехода към по-високи нива на икономическо сътрудничество;
- проучване относно напредъка на икономическите реформи в страните – участници на ОНД, както и подготовката на предложения относно реформите;
- помощ на заинтересованите държави – участници на страните от ОНД в развитието на частното предприемачество, многостранното индустриално сътрудничество, формирането на транспортни коридори, създаването на инвестиционното сътрудничество, развитието на селскостопанския пазар, съвместно участие в изпълнението на проекти за развитие в горивата и енергийните ресурси и суровини, разширяване на съвместните предприятия към чуждестранните пазари за предоставянето на техническа помощ на трети страни в изграждането на промишлени и транспортни съоръжения, свързани със свободата на транзита, особено тръбопроводи, автомобилен, железопътен транспорт;
- подготовка на предложения за развитието на сътрудничеството в областта на образованието, здравеопазването, социалната защита, културата;
- помощ за държавите – участници на страните от ОНД в изпълнението на съвместни програми и инициативи за борба с организирана престъпност и тероризъм;
- развитие на юридическите въпроси на взаимодействие между държавите членки на ОНД, включително сближаването на икономическото законодателство, подобряване на правната рамка за сътрудничество, формирането на общи информационни системи;
- анализ и преглед за изпълнението на международни споразумения между страни – участници от Общността, както и решенията на Съвета на държавните глави, ръководители на правителства, министри на външните работи, на Икономическия съвет и подготовката на предложения;
- оказване на помощ в съответствие с указанията на Съвета на държавните глави, правителствени ръководители и съвети на министрите на външните работи, с цел уреждане на съвместни действия провеждащи се на територията на държавите членки.

Комитетът се състои от председателя на Изпълнителния комитет, изпълнителния секретар, неговите заместници, отдели и други стопански единици. Председател на комисията е главният административен служител, който се назначава по предложение на държавата – участник, за срок от 3 години от решението, взето с консенсус. Председателя на комисията има до четирима заместници, които се назначават на ротационен принцип за срок от 3 години. Останалата част от персонала, назначен от председателя на Комитета е на конкурентна основа.

### Икономически съвет
Икономическият съвет е основният изпълнителен орган, който изпълнява споразуменията, приети в рамките на ОНД от ръководителите на Държавния съвет и Съвета на правителствените ръководители на страните, относно формирането и функционирането на зоната за свободна търговия и други въпроси от сферата на социалното и икономическото сътрудничество. Съветът взема решения по въпроси от неговата компетентност и такива поръчани от Съвета на държавните глави и на Съвета на правителствени ръководители.
Управителният съвет се състои от заместник-ръководителите на правителствата на страните-членки от ОНД.
Основни функции на Съвета:
- насърчаване на мерки за формирането и функционирането на зона за свободна търговия, включително намаляването и премахването на митата, данъците и таксите;
- разработване на предложения за създаване на система за плащания по търговски и други сделки;
- създаване на условия за прехода към по-високи нива на икономическо сътрудничество, въз основа на свободното движение на стоки, услуги, труд и капитал;
- създаване на общ селскостопански пазар чрез създаване на условия за свободното движение на стоки и услуги;
- развитие на индустриалното сътрудничество за производство на селскостопанска техника и оборудване, търговия на едро с хранителни пазари на образование и защита на земеделските производители;
- насърчава задълбочаването на сътрудничеството в областта на науката и технологиите, като предоставя свободен достъп до публично налично научно-техническа информация, защита на интелектуалната собственост;
- разработва предложения за перспективите за икономическо сътрудничество между държави от ОНД, въз основа на анализ на основните тенденции на социално-икономическото развитие и напредъка на икономическите реформи;
- прави препоръки за подобряване на производството – технологични комуникации, координация с държавите, съвместни програми за икономическо развитие;
- съгласувани действия в областта на стандартизацията, статистика, метрология, сертификация на продукти, опазването на околната среда и природните ресурси, предотвратяване и ликвидиране на аварийни ситуации;
- улесняване на сближаването на националните законодателства.

## Икономически съд
Той е съдебен орган на Общността на независимите държави, създаден, за да осигури спазването от страните-членки на своите икономическите задължения. Съдът е упълномощен да отсъжда относно изпълнението на икономическите задължения по международни договори в рамките на ОНД и други спорове със съгласието на участниците, тълкуването на международни договори и актове на региона. Съдът се намира в гр. Минск, Беларус.

## Асамблея на държавите членки
Междупарламентарната асамблея на държавите – участници на страните от ОНД, е междуправителствен орган на Общността на независимите държави, упражнявайки парламентарното сътрудничество между страните – участници на страните от ОНД, както и разработване на съвместни предложения на националните парламенти на страните от общността по въпроси от взаимен интерес.

Председател на Съвета на Интерпарламентарната асамблея е Валентина Матвиенко, генералния секретар - ръководител на Секретариата на Съвета е Алексей Сергеев, местоположение - гр. Санкт Петербург.

Членове на парламентите на страните от ОНД са Армения, Азербайджан, Беларус, Казахстан, Киргизстан, Молдова, Таджикистан, Руската федерация, Украйна.

Междупарламентарната асамблея е учредена в съответствие със Споразумението за Междупарламентарната асамблея на държавите членки на ОНД, подписано от ръководителите на парламентите на Армения, Беларус, Казахстан, Киргизстан, Русия, Таджикистан и Узбекистан (който не участва в работата на ОНД по ИПП) на 27 март 1992 г. в Алма-Ата.

През 1993 - 1995 г. участници на парламентите са Азербайджан, Грузия (издаден през 2010 г.), Молдова, а през 1999 г. към Споразумението за ОНД на ИПП се присъединява към Върховната Рада на Украйна. През май 1995 г. държавните глави на ОНД подписват основния документ регламентиращ дейността на ОНД на IPA - Конвенцията на Интерпарламентарната асамблея на държавите - членове на Общността на независимите държави. В рамките на тази конвенция, която влиза в сила на 16 януари 1996 г., общото събрание и международните парламентарни организации на страните от ОНД получават статут на междудържавно тяло.
Съгласно Конвенцията Интерпарламентарната асамблея на ОНД сътрудничи със Съвета на държавните глави и други агенции на страните от Общността на независимите държави. Разработва се модел, според който законодателството приема препоръки, процедури за синхронизация, ратифицирани от парламентите на споразуменията сключени в рамките на ОНД, както и да въвеждат национално законодателство в съответствие с разпоредбите на международните договори, сключени в рамките на Общността на нациите, насърчава обмена между страните-членки на правна информация.

## Съвет на министрите на вътрешните работи на държавите членки на ОНД
Съветът е орган по въпроси от компетентността на Министерството на вътрешните работи на държавите – членове на Общността на нациите. Членове на Съвета са министрите на вътрешните работи. Съветът също така администрира и Бюрото за координиране на борбата срещу организираната престъпност и други опасни престъпления на територията на страните от Общността на независимите държави. Основните цели са:
- осигуряване на сътрудничество в борбата срещу престъпността, прилагане на закона и в други части на Министерството на вътрешните работи;
- изпълнение на решенията на Съвета на държавните глави и правителствените ръководители на страните от Общността на независимите държави по въпроси от компетентността на Министерството на вътрешните работи;
- да насърчават хармонизирането на националното законодателство по въпроси от компетентността на Министерството на вътрешните работи;
- разглеждане на въпросите за превенция на престъпността, укрепване на върховенството на закона, както и организирането на взаимодействие на министерствата на вътрешните работи на територията на Общността на нациите;
- разработва предложения по въпроси от компетентността на Министерството на вътрешните работи и ги представя по предписания начин на Съвета на държавните глави и на Съвета на правителствените ръководители;
- обмен на опит и информация между Министерството на вътрешните работи.

Основната форма на дейност са срещи, които се провеждат, когато е необходимо, но най-малко два пъти годишно. Извънредни заседания могат да се свикват от Съвета на държавните глави и правителствените ръководители на страните от Общността на независимите държави, както и чрез съгласието на най-малко половината от членовете му по инициатива на един или няколко членове. По време на срещите в гласуването участват министрите на вътрешните работи на държавата членка или техните заместници. Решенията се взимат на принципа една държава – един глас.

## Съвет на ръководителите на специалните служби за сигурност
Съветът е създаден с цел взаимодействие и координация в областта на борбата срещу организираната престъпност в международен план. Основните задачи на Съвета са:
- да осигури ефективно сътрудничество в борбата с организираната престъпност в международен план;
- изпълнение на решенията на Съвета на държавните глави и правителствените ръководители по въпроси, свързани с компетентността на службите за сигурност;
- разработва предложения за сближаване на националните законодателства на страните от Общността, развитието на правната рамка за международно сътрудничество в борбата срещу организираната престъпност и други договорени области на разузнавателни дейности.

Основната форма на дейност са срещи, които се провеждат когато е необходимо, но най-малко два пъти годишно.

## Комисия по правата на човека
Комисията действа въз основа на Конвенция за правата на човека и основните свободи от 1995 г. и Наредбата за Комисията по правата на човека на страните от Общността на независимите държави от 1993 г. Страните-членки само определят свой представител и заместник на Комисията, чиито имена се съобщават на изпълнителния секретариат на нациите. Решенията на Комисията се приемат от две трети от гласовете на присъстващите на събранието. Решенията на Комисията се записват под формата на споразумения, заключения и препоръки в съответните документи на руски, заверени копия от които се предават от изпълнителния секретариат на страните от Общността на всяка от страните. Всяка една от страните от ОНД има право да изпрати писмена запитвания към страна-членка по въпроси, свързани с нарушения на човешките права на всяка от страните и в рамките на компетентността на Комисията.

## Други органи на ОНД

### Антитерористичен център на страните-участнички
Орган на Общността на независимите държави, осигуряващ координация на компетентните органи на страните от Общността на независимите държави в борбата срещу международния тероризъм и други прояви на екстремизъм.

### Комитет за войници-интернационалисти към Съвета на правителствените ръководители
В съответствие с Правилника на комисията има за цел да улесни работата на комисията:
- подобряване на качеството и стандарта на живот ветерани от войните, членове на местни конфликти, жертвите на тероризма;
- изготвяне на правни документи за социална защита на инвалиди, членове на военни конфликти и техните семейства;
- резолюция на междудържавно ниво на икономически, социални, медицински и правни проблеми на контингента;
- медицинска, социална, професионална, психологическа рехабилитация на хора с увреждания, членове на въоръжени конфликти, членовете на техните семейства, включително деца.

Една от основните задачи на комисията е работата по намирането на изчезналите военни по време на войната в Афганистан през 1979 – 1989 г., намирането на техните гробове и транспортирането им до Русия. Комитетът предоставя финансова помощ на засегнатите жители в локалните конфликти в Дагестан, Осетия, Ингушетия, Приднестровието, Таджикистан и Чечения, както и за хората засегнати от природни бедствия.

### Банка на държавите членки
Международна финансова институция, установена през 1993 г. от десет страни от ОНД: Република Армения, Беларус, Казахстан, Киргизстан, Република Молдова, Руската федерация, Таджикистан, Туркменистан, Узбекистан и Украйна.
Области на дейност

Основната посока на банката – въпроси, които произтичат от сътрудничеството на страните от Общността на независимите държави в областта на финансите.
Функции на банката

Функциите на банката се променят в съответствие с променящата се ситуация в икономическата и финансовата сфера на страните от Общността на независимите държави. След разпадането на зоната на рублата и подписването на Споразумението за създаването на Съюза на плащане банката стана специализирана институция на Съюза.

През октомври 1996 г. е подписан Протокол от шест държави (Армения, Беларус, Киргизстан, Молдова, Руската федерация, Таджикистан), според който Банката разрешава вътрешния пазар на тези държави да имат правото да извършват банкови операции и сделки. Банката извършва основни операции на територията на страните от Общността на независимите държави, разработване на инвестиционни и кредитни операции в рамките на ОНД.
Банкови услуги

Установявайки кореспондентски отношения банката позволява на клиентите да използват схемата на плащанията към всяка страна членка на ОНД и други страни. Особеност на услугите извършвани от банката е, че тя извършва плащания само с помощта на националните валути. Курсове на една валута в друга национална валута е настроен възможно най-близо до лихвен процент, определен от Националната банка. По този начин не е необходимо да се провежда валутни операции чрез трета валута (щатски долари).

Банката предоставя на своите клиенти, независимо от местоположението им, възможността за отдалечено управление на техните средства в сметките на използването на системата „клиент – банка“.

Плащания чрез банката се характеризират с минимални разходи, висока ефективност и прозрачност за всички участници. За основни предимства в международни плащания и населени места, може да се смятат: бързина на плащанията он-лайн, разширено работно време, извършване на плащания в националните валути, без разходите за преобразуване и ниска комисионна (плащанията в арменските драхми и таджикистански сомони са без комисионна, в руски рубли – пет рубли за всяко плащане, в беларуски рубли, казахстанско тенге и киргизстански сомах комисионната е 20 руски рубли независимо от размера).

## Съвет по стандартизация, метрология и сертификация
Занимава се със стандартизацията и нормативни документи в страните от ОНД (в съответствие с резолюцията на Съвета на Международната организация по стандартизация ISO 40/1995 на Комисията от 14 септември 1995 г.)

Съветът е създаден в съответствие с междуправителственото „Споразумението за координирана политика в областта на стандартизацията, метрологията и сертификацията“ от 13 март 1992 г. Работните органи на постоянно действащият секретариат са концентрирани в Минск.

Във връзка е с изпълнителния комитет на страните от Общността на независимите държави – координира, разработва и взема решения относно координирана политика в областта на хармонизирането на техническите регулации, стандартизацията, метрологията и оценка на съответствието.

## Статистически комитет на ОНД
Междудържавен орган, действащ в рамките на ОНД. Създаден е през декември 1991 г. Най-високият ръководен орган е Съветът на ръководителите на статистическите служби на Общността на нациите.
Цел

Координация на националните статистически служби, да се улесни организацията на обмена на информация, анализ на социално-икономическото развитие на народите и общите препоръки в областта на статистиката.
- Бюро за координиране на борбата срещу организираната престъпност и други опасни престъпления на територията на страните – участнички;
- Комисия на страните – участнички за използването на ядрена енергия за мирни цели;
- Изпълнителен комитет;
- Консултативен комитет на ръководителите на правните служби в министерствата на външните работи на страните – членки;
- Консултативен съвет за подпомагане и развитие на малкия бизнес в страните – участнички;
- Консултативен съвет по въпросите на труда, миграцията и социалната защита на населението;
- Консултативен съвет на ръководителите на държавни архиви;
- Консултативен съвет на държавните глави (изпълнителни органи), които отговарят за управлението на държавните материални резерви;
- Координационен съвет по транспорта;
- Координационен съвет на главните прокурори;
- Координационен съвет по информатизация;
- Междуправителствен координационен съвет;
- Координационен съвет за счетоводство на Изпълнителния комитет;
- Ръководителен съвет за координиране на данъчните Услуги;
- Координационен съвет на ръководителите на данъчното (финансово) разследване;
- Лизинг конфедерация;
- Телевизионна и радио компания „Мир“ разпространявана сред члениките;
- Валутен комитет на държавите членки;
- Координационен съвет на тв и радио компания „Мир“;
- Координационен съвет за научна и техническа информация;
- Координационен съвет по застрахователен надзор;
- Съвет по радионавигация;
- Съвет по антимонополна политика;
- Съвет за закрила на индустриалната собственост;
- Съвет за изложба и търговски панаир и конгресни прояви на ОНД;
- Съвет по геодезия, картография, кадастър;
- Съвет по хидрометеорология;
- Съвет по космоса;
- Съвет по промишлена безопасност;
- Съвет за сътрудничество в областта на науката и технологиите и иновациите;
- Съвет за сътрудничество в областта на периодични издания, книгоиздаване, разпространение и книгоиздаване;
- Съвет по извънредни ситуации и природни предизвикани от човека;
- Съвет на ръководителите на върховните одитни институции;
- Съвет на ръководителите на министерства и ведомства за сътрудничество в областта на машиностроенето;
- Фонд за хуманитарно сътрудничество;
- Екологически съвет;
- Международна академия по лозарство и винопроизводство;
- Международна организация по фондовите борси;
- Международен селскостопански съюз;
- Международен съюз на Доброволно общество гражданските сдружения "за подпомагане на армията, авиацията и флота“;
- Съвет по работниците;
- Съвет по въпросите свързани със земеделието;
- Съвет за дърводобивна промишленост и горското стопанство;
- Съвет по нефта и газа;
- Съвет по използването и опазването на природните ресурси;
- Съвет за сътрудничество в областта на ветеринарната медицина;
- Съвет за сътрудничество в областта на химията и нефтохимията;
- Съвет за сътрудничество в строителната дейност;
- Регионално сдружение по комуникациите;
- Раздел междубиблиотечното заемане;
- Съвет на командирите на пограничните войски;
- Съвет на министрите на вътрешните работи на държавите членки;
- Съвет на министрите на отбраната на страните-участнички;
- Съвет на министрите на правосъдието на страните-участнички;
- Съвет относно авиацията и въздушното пространство;
- Съвет за хуманитарно сътрудничество между страните-участнички;
- Съвет по въпросите на младежта на държавите членки на ОНД;
- Съвет по железопътен транспорт на държавите членки;
- Съвет за културно сътрудничество между членките-участници в ОНД;
- Съвет на междурегионалното и трансграничното сътрудничество между държавите–участници;
- Съвет относно здравето;
- Съвет за сътрудничество в областта на образованието между държавите-участници в ОНД;
- Съвет по туризъм на страните-членки по Споразумението за сътрудничество в областта на туризма;
- Съвет за физическа култура и спорт според Споразумението за сътрудничество;
- Съвет на постоянните представители – Общността на нормативните и други органи на Общността;
- Съвет на председателите на Върховния арбитраж, икономически и други съдилища, делата по икономически спорове;
- Съвет на държавните глави и обществената телевизия и радио;
- Съвет на ръководителите на държавни информационни агенции (информсъвет);
- Глави на Съвета на държавните органи за регулиране на ценните книжа;
- Съвет на ръководителите на миграционните органи;
- Съвет на ръководителите на органите, отговарящи за сигурността и специалните служби;
- Съвет на ръководителите на статистическите служби;
- Съвет на ръководителите на митническите служби;
- Съвет на ръководителите на търговските камари;
- Съвместна комисия на страните членки по споразумението между държавите членки в борбата срещу незаконната миграция от 6 март 1998 г.;
- Съвместен консултативен комитет по разоръжаването;
- Съвместна комисия на страните членки по Споразумението за сътрудничество в областта на борбата с престъпността в областта на интелектуалната собственост;
- Електроенергически съвет.